# Beliz Başkır
Beliz Başkır, född 26 december 1998, är en turkisk volleybollspelare (center) som spelar för Fenerbahçe SK och Turkiets landslag.
Hon har tidigare spelat för Işıkkent SK och Yeşilyurt SK. Hon var med i Turkiets landslag som nådde semifinal vid EM 2021.